# Château du Chastel
Le château du Chastel est situé sur la commune de Paslières (France).

## Localisation
Le château est situé sur la commune de Paslières, dans le département du Puy-de-Dôme, en région Auvergne-Rhône-Alpes.

## Description
Le château actuel et les communs sont reconstruits après 1835. L'édifice se compose d'un étage carré et un étage de comble, gros œuvre : granite, enduit, brique, andésite et moellon, élévation à travées, surmontée de toit à longs pans, croupe et toit conique, recouverts de tuiles plates et tuiles creuses. C'est une propriété privée, il ne se visite pas.

## Historique
Le château du Chastel est signalé en 1512, il est acheté au XVIIe siècle par la famille Androdias, le château reste leur propriété jusqu'au XIXe siècle[réf. souhaitée].